# Virginia Slims of Nashville
Il Virginia Slims of Nashville è stato un torneo femminile di tennis giocato a Nashville dal 1973 al 1991.  Si è svolto anche al Maryland Farms Racquet Club di Brentwood dal 1988 al 1991.

## Albo d'oro

### Singolare
| Anno      | Nome del torneo             | Campionessa         | Finalista             | Punteggio     |
| --------- | --------------------------- | ------------------- | --------------------- | ------------- |
| 1973      |                             | Margaret Court      | Billie Jean King      | 6–3, 4–6, 6–2 |
| 1974-1982 | Non disputato               |                     |                       |               |
| 1983      |                             | Kathleen Horvath    | Marcela Skuherská     | 6–4, 6–3      |
| 1984      |                             | Jenny Klitch        | Pam Teeguarden        | 6–2, 6–1      |
| 1985-1987 | Non disputato               |                     |                       |               |
| 1988      | Virginia Slims of Nashville | Susan Sloane-Lundy  | Beverly Bowes-Hackney | 6–3, 6–2      |
| 1989      | Virginia Slims of Nashville | Leila Meskhi        | Helen Kelesi          | 6–2, 6–3      |
| 1990      | Virginia Slims of Nashville | Natalija Medvedjeva | Susan Sloane-Lundy    | 6–3, 7–6(3)   |
| 1991      | Virginia Slims of Nashville | Sabine Appelmans    | Katrina Adams         | 6–2, 6–4      |

### Doppio
| Anno      | Campionesse                      | Finaliste                        | Punteggio     |
| --------- | -------------------------------- | -------------------------------- | ------------- |
| 1973      | Françoise Dürr Betty Stöve       | Karen Krantzcke Janet Newberry   | 6-4, 6-7, 6-1 |
| 1974-1982 | Non disputato                    | Non disputato                    | Non disputato |
| 1983      | Rosalyn Fairbank Candy Reynolds  | Alycia Moulton Paula Smith       | 6-4, 7-6      |
| 1984      | Sherry Acker Candy Reynolds      | Mary Lou Daniels Paula Smith     | 5-7, 7-6, 7-6 |
| 1985-1987 | Non disputato                    | Non disputato                    | Non disputato |
| 1988      | Jenny Byrne Janine Thompson      | Elise Burgin Rosalyn Fairbank    | 7-5, 6-7, 6-4 |
| 1989      | Manon Bollegraf Meredith McGrath | Natalija Medvedjeva Leila Meskhi | 1-6, 7-6, 7-6 |
| 1990      | Kathy Jordan Larisa Neiland      | Brenda Schultz Caroline Vis      | 6-1, 6-2      |
| 1991      | Sandy Collins Elna Reinach       | Yayuk Basuki Caroline Vis        | 5-7, 6-4, 7-6 |